# Stade Al-Rashid
Le stade Al-Rashid (en arabe : ملعب آلراشد) est un stade de football à multi-usages, principalement utilisé pour les rencontres de football.
Il est basé à Dubaï, aux Émirats arabes unis et a une capacité d'accueil de 18 000 spectateurs.

## Histoire
Il a été construit en 1995 et accueille les rencontres à domicile du Al-Ahli Dubaï.
Il a accueilli des rencontres de la Coupe du monde des moins de 20 ans en 2003, dont 2 quarts de finale et une demi-finale.

## Compétitions internationales organisées
- Coupe du monde des moins de 20 ans 2003[1]
- Coupe d'Asie des nations 2019